# Tour de Wallonie

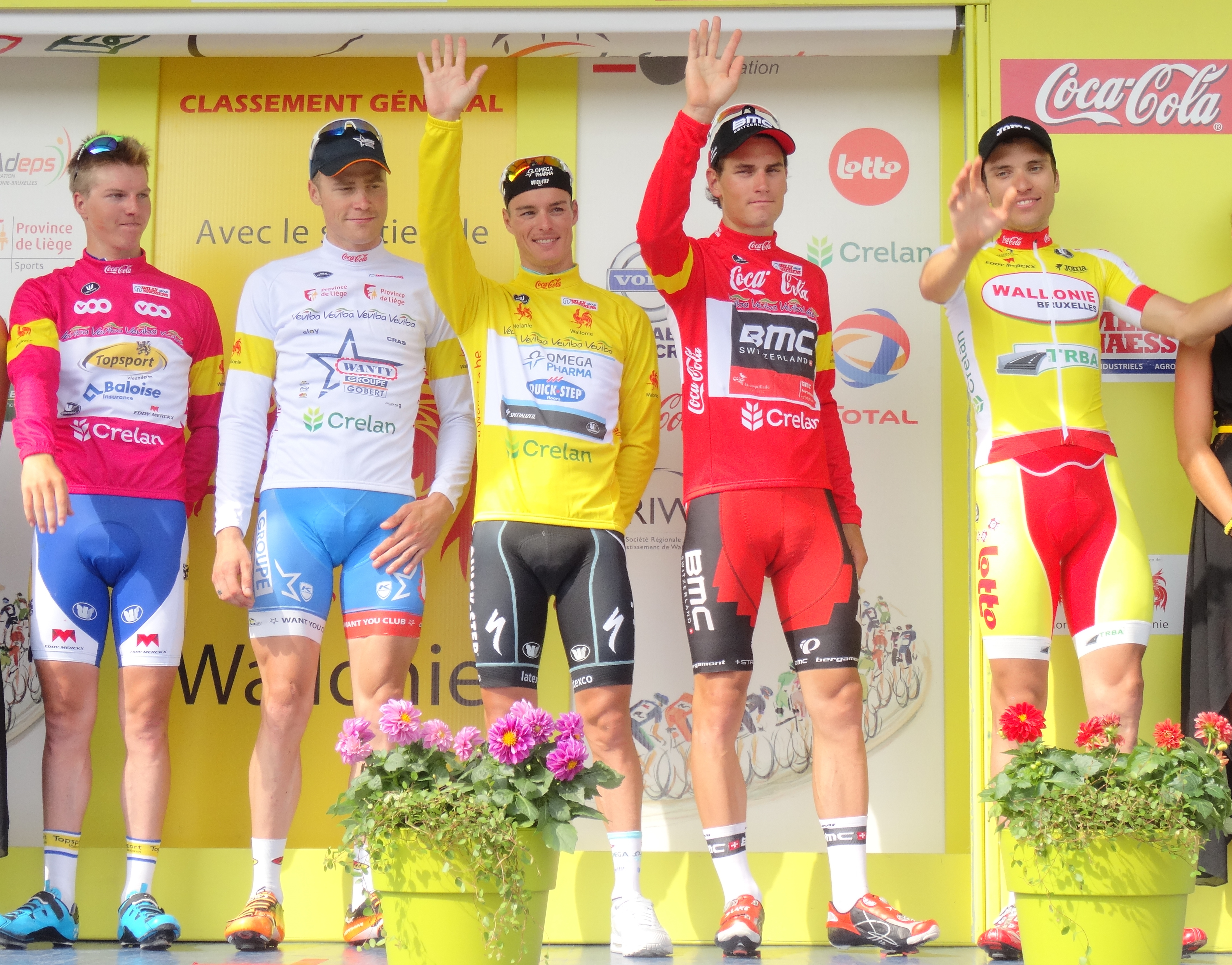
Vinnarna Zico Waeytens (spurtpristävlingen), Kévin Van Melsen (bergspristävlingen), Gianni Meersman (totalvinnare och poängtävlingen), Silvan Dillier (ungdomstävlingen) och Maxime Anciaux (kombativitetstävlingen) på podiet efter Tour de Wallonie 2014.

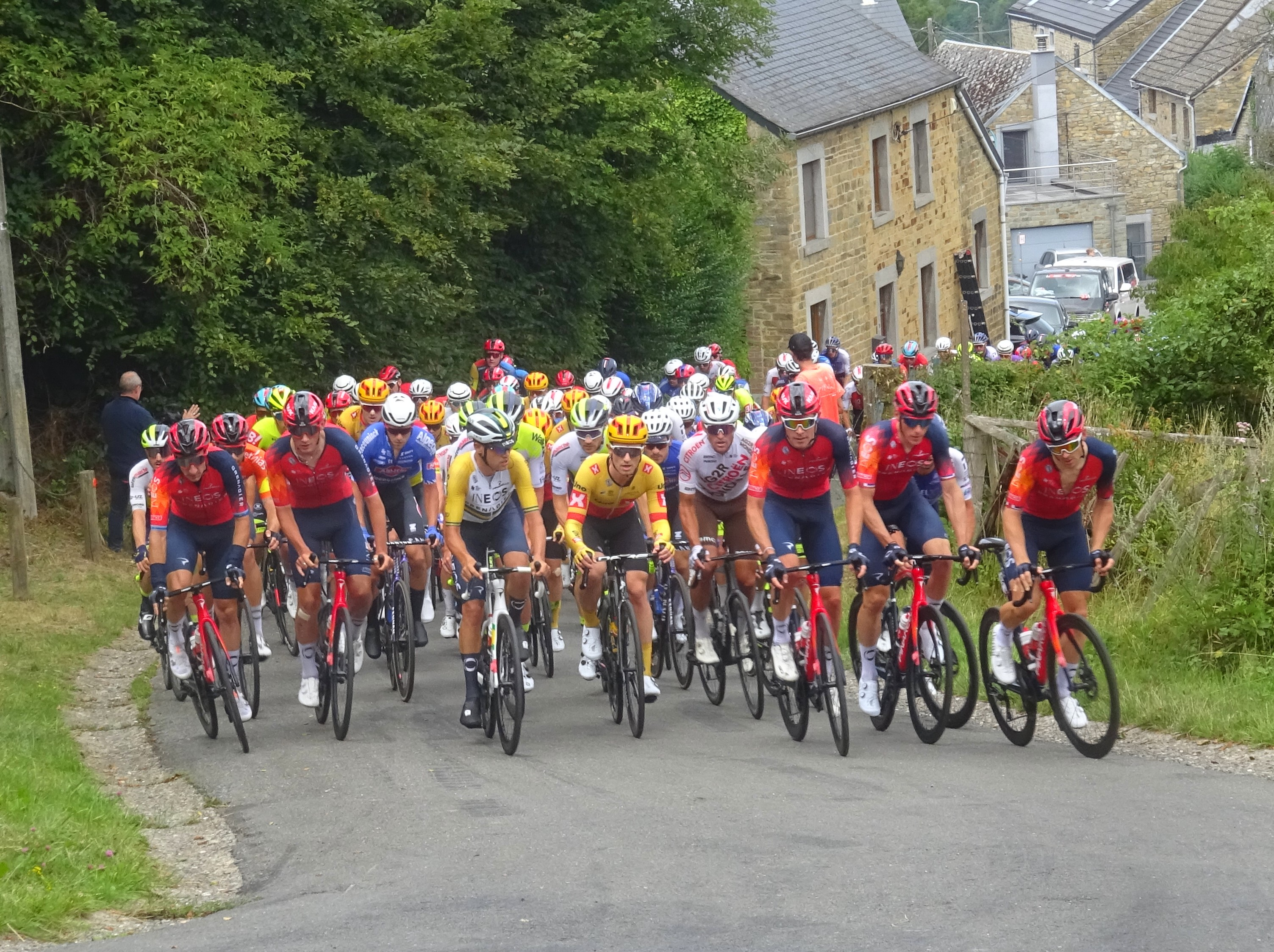
Klungan i backen upp mot Côte de Chambralles under sista etappen av Tour de Wallonie 2023.

(Ethias) Tour de Wallonie (franska), Ronde van Wallonië (nederländska) eller översatt till svenska "Vallonien runt", före 2007 kallat Tour du Hainaut Occidental (1974, 1977-1979, 1982-1989), Trois jours de Péruwelz (1975), Tour du Hainaut (1976, 1990-1993), Quatre jours du Hainaut Occidental (1980-1981), Tour des Régions Wallonnes (1994-1995) och Tour de la Région Wallonne (1996-2006) är ett etapplopp i landsvägscykling som avhållits årligen sedan 1974 i den belgiska regionen Vallonien. Det var ett amatörlopp fram till och med 1995, men sedan 1996 är det ett lopp för professionella. När UCI Europe Tour skapades 2005 blev loppet en del av denna, kategoriserat som 2.HC, och när UCI ProSeries skapades 2020 flyttades loppet över dit.
Från 1996 (då loppet blev professionellt) pågick loppet i sex dagar till och med 2001 och en individuell tempoetapp ingick fem av dessa sex inledande år. 2002 kortades loppet ner till fem dagar och bestod av fem linjeetapper, men 2023 byttes den fjärde av dessa ut mot en individuell tempoetapp.
Flest etapper, fem stycken, har, sedan loppet blev professionellt 1996, vunnits av belgarna Greg Van Avermaet, Marc Streel och Frank Vandenbroucke. De nordbor som vunnit etapper är danskarna Mikael Kyneb (2 st) och Lars Bak (1) samt svenske Niklas Axelsson (1) och norske Odd Christian Eiking (1).
I loppet ingår, utöver totalklassificeringen, även en poängtävling, en bergspristävling, en ungdomstävling och en lagtävling.
Tour de Wallonie skall inte blandas samman med två andra cykellopp, Circuit de Wallonie och Grand Prix de Wallonie (ej heller med Circuit Franco-Belge som kallades "Tour de Wallonie-Picarde" 2011).

## Podieplaceringar
| År                                  | Vinnare                | Tvåa               | Trea                 |
| ----------------------------------- | ---------------------- | ------------------ | -------------------- |
| Amatörer Tour du Hainaut Occidental |                        |                    |                      |
| 1974                                | Luc Demets             | Patrick Lefevere   | Martin Balcaen       |
| Trois jours de Péruwelz             |                        |                    |                      |
| 1975                                | Jean-Luc Vandenbroucke | Pol Verschuere     | Ferdi Van Den Haute  |
| Tour du Hainaut                     |                        |                    |                      |
| 1976                                | Pierre Leurquin        | Dirk Heirweg       | Bernard Lecocq       |
| Tour du Hainaut Occidental          |                        |                    |                      |
| 1977                                | Alfons De Wolf         | Dirk Wayenberg     | Dirk Heirweg         |
| 1978                                | Jo Maas                | Hughes Cosaert     | Egbert Koersen       |
| 1979                                | Ronny Van Holen        | Mieczysław Nowicki | Rudy Cottignies      |
| Quatre jours du Hainaut Occidental  |                        |                    |                      |
| 1980                                | Gerrit Van Gestel      | Marc Sergeant      | Jos Haex             |
| 1981                                | Nico Emonds            | Eric Vanderaerden  | Marc Sergeant        |
| Tour du Hainaut Occidental          |                        |                    |                      |
| 1982                                | Eric Vanderaerden      | Viktor Schraner    | Michael Maue         |
| 1983                                | Tadeusz Krawczyk       | Siegurt Muller     | Andrzej Serediuk     |
| 1984                                | Mario Kummer           | Andrzej Serediuk   | Patrick Toelen       |
| 1985                                | Uwe Ampler             | Peter Harings      | Eddy Schurer         |
| 1986                                | Maurizio Fondriest     | Bruno Bruyere      | Christian Thary      |
| 1987                                | Mario Kummer           | Olaf Ludwig        | Paul Curran          |
| 1988                                | Joost Van Adrichem     | Patrick De Wael    | Harry Rozendal       |
| 1989                                | Johan Verstrepen       | Peter Farazijn     | Dominique Chignoli   |
| Tour du Hainaut                     |                        |                    |                      |
| 1990                                | Pascal Chanteur        | Gérard Picard      | Víktor Rjaksíniki    |
| 1991                                | Abraham Olano          | Patrick Evenepoel  | Hervé Boussard       |
| 1992                                | Lars Teutenberg        | Martin van Steen   | Vladimir Muravskis   |
| 1993                                | Mauro Bettin           | Geert Van Bondt    | Wim Feys             |
| Tour des Régions Wallonnes          |                        |                    |                      |
| 1994                                | Joona Laukka           | Denis Francois     | Wim van de Meulenhof |
| 1995                                | Paolo Valoti           | Mario Aerts        | Thierry Marichal     |
| Tour de la Région Wallonne          |                        |                    |                      |
| 1996                                | Thomas Fleischer       | Pascal Chanteur    | Maurizio Frizzo      |
| Professionella                      |                        |                    |                      |
| 1997                                | Thierry Marichal       | Nico Mattan        | Rik Verbrugghe       |
| 1998                                | Frank Vandenbroucke    | Thierry Marichal   | Ludo Dierckxsens     |
| 1999                                | Mikael Kyneb           | Marc Streel        | Andrei Tchmil        |
| 2000                                | Axel Merckx            | Björn Leukemans    | Vincent Cali         |
| 2001                                | Glenn D'Hollander      | Bert Roesems       | David Millar         |
| 2002                                | Paolo Bettini          | Luca Paolini       | Daniele Nardello     |
| 2003                                | Julian Dean            | Michele Bartoli    | Jaroslav Popovytj    |
| 2004                                | Gerben Löwik           | Bert De Waele      | Christophe Agnolutto |
| 2005                                | Luca Celli             | Olivier Kaisen     | Guido Trentin        |
| 2006                                | Fabrizio Guidi         | Nico Sijmens       | Kurt-Asle Arvesen    |
| Tour de Wallonie                    |                        |                    |                      |
| 2007                                | Borut Božič            | Frédéric Gabriel   | Pietro Caucchioli    |
| 2008                                | Sergej Ivanov          | Greg Van Avermaet  | Paolo Bettini        |
| 2009                                | Julien El Fares        | Pavel Brutt        | Aleksandr Kolobnev   |
| 2010                                | Russell Downing        | Marco Marcato      | Laurent Mangel       |
| 2011                                | Greg Van Avermaet      | Joost van Leijen   | Ben Hermans          |
| 2012                                | Giacomo Nizzolo        | Gianni Meersman    | Pim Ligthart         |
| 2013                                | Greg Van Avermaet      | Anthony Geslin     | Aleksandr Kolobnev   |
| 2014                                | Gianni Meersman        | Juan José Lobato   | Silvan Dillier       |
| 2015                                | Niki Terpstra          | Victor Campenaerts | Sergej Lagutin       |
| 2016                                | Dries Devenyns         | Gianni Meersman    | Vjatjeslav Kuznetsov |
| 2017                                | Dylan Teuns            | Tosh Van der Sande | Benjamin Thomas      |
| 2018                                | Tim Wellens            | Quinten Hermans    | Pieter Serry         |
| 2019                                | Loïc Vliegen           | Tosh Van der Sande | Dries De Bondt       |
| 2020                                | Arnaud Démare          | Greg Van Avermaet  | Amaury Capiot        |
| 2021                                | Quinn Simmons          | Stan Dewulf        | Alexis Renard        |
| 2022                                | Robert Stannard        | Loïc Vliegen       | Mattias Skjelmose    |
| 2023                                | Filippo Ganna          | Josh Tarling       | Brent Van Moer       |
| 2024                                | Matteo Trentin         | Corbin Strong      | Alex Kirsch          |